# Битка при нос Мачичако
Битката при нос Мачичако е морска битка, състояла се на 5 март 1937 г. край Бермео, по време на Гражданската война в Испания, между испанския националистически тежък крайцер „Canarias“ и четири траулера на баския флот, ескортиращи републикански конвой.
Траулерите защитават транспортния кораб „Galdames“, който плава за Билбао със 173 пътници.

## Битката
Първият траулер, забелязал „Canarias“, е „Gipuzkoa“, на 30 километра северно от Билбао. Баският траулер е ударен по мостика и предното оръдие. Ответният огън от „Gipuzkoa“ убива моряк от „Canarias“ и ранява друг. Въоръженият траулер с пет убити и 20 ранени на борда успява да се доближи до брега, където бреговите батареи принуждават „Canarias“ да се оттегли. „Nabarra“ и „Donostia“ се опитват да попречат на „Canarias“ да намери „Galdames“ и се захващат с крайцера.
„Donostia“ се оттегля от битката, след като е обстрелван от „Canarias“, но „Nabarra“ се изправя срещу врага почти два часа. Ударен е в котела и спира; 20 души изоставят потъващия траулер, докато други 29 потъват с кораба, включително неговия капитан Енрике Морено Пласа.
Транспортният „Galdames“, който е ударен от залп от „Canarias“ и губи четирима пътници, е пленен от националистическия крайцер.  „Gipuzkoa“ пристига в Португалете сериозно повреден, а Bizcaya се насочва към Бермео, където помага на естонския търговец Йорбрук с товар, включващ боеприпаси и 42 японски планински оръдия тип 31 75 mm, пленени преди това от „Canarias“ и освободени. „Donostia“ търси подслон във френско пристанище.

## Последица
20-те оцелели от „Nabarra“ са спасени от националистите и взети на борда на „Canarias“. Вместо очакваната враждебност и малтретиране им е оказана медицинска помощ и както командирът на крайцера, бъдещият франкистки адмирал Салвадор Морено, така и капитан Мануел Калдерон заемат страната на Франко, когато баските моряци са осъдени на смърт като отмъщение за стрелбата по двама членове на екипажа на въоръжения траулер „Virgen del Carmen“, пленен от републикански симпатизанти и отклонен към Билбао през декември 1936 г. Оцелелите са оправдани и освободени през 1938 г.
За разлика от тях, един от пътниците на борда на „Galdames“, християндемократическият политик Мануел Караско Формигера от Каталуния, е затворен и екзекутиран на 9 април 1938 г.